# I. e. 87
Évszázadok: i. e. 2. század – i. e. 1. század – 1. század
Évtizedek: i. e. 130-as évek – i. e. 120-as évek – i. e. 110-es évek – i. e. 100-as évek – i. e. 90-es évek – i. e. 80-as évek – i. e. 70-es évek – i. e. 60-as évek – i. e. 50-es évek – i. e. 40-es évek – i. e. 30-as évek
Évek: i. e. 92 – i. e. 91 – i. e. 90 – i. e. 89 –  i. e. 88 – i. e. 87 – i. e. 86 – i. e. 85 – i. e. 84 – i. e. 83 – i. e. 82

## Események

### Róma
- Lucius Cornelius Cinnát és Cnaeus Octaviust választják consulnak.
- Sulla öt légióval átkel Görögországba, hogy kiűzze onnan VI. Mithridatész pontoszi királyt.
- Sulla távollétében Cinna törvényjavaslatot nyújt be az előző évben elűzöttek (köztük Caius Marius) visszahívásáról és az újonnan polgárjogot nyert itáliaiak egyenjogúságáról. Consultársa, Octavius, valamint a szenátus vehemensen ellenzi tervezetét és a két párt között a Forumon Róma történetének legnagyobb utcai összecsapása zajlik le. Octavius erre hivatkozva (illegálisan) megfosztja Cinnát tisztségétől, római polgárságától és száműzeti a városból. Helyére Lucius Cornelius Merula kerül, mint consul.
- Cinna összegyűjti vidéki támogatóit, főleg a friss állampolgár itáliaiakat, valamint az afrikai száműzetéséből visszatérő Caius Mariust. Blokád alá veszi Rómát és a külső kerületekben összecsapásokra is sor kerül, egyik ilyen során elesik az Octaviust támogató volt consul, Cnaeus Pompeius Strabo. A szenátus végül kapitulál, Cinna és Marius visszakapja korábbi tisztségeit és bevonulnak Rómába. Marius rabszolgákból álló testőrsége, a Bardyiae vérengzést rendez a politikai ellenfelek között, számos szenátort és Sulla támogatóit meggyilkolják, vagyonukat elkobozzák.
- Marius választás nélkül consulnak (hetedízben) nyilvánítja magát, Cinnát pedig társául jelöli; azonban 17 nappal később Marius meghal.
- Sulla eközben ostrom alá veszi Athént és a háború finanszírozására kifosztja Epidaurosz, Olümpia és Delphoi szentélyeit.

### Hellenisztikus birodalmak
- III. Démétriosz szeleukida király visszafoglalja az ország fővárosát, Antiokheiát. Ezután Beroeia mellett összecsap ellenfele, I. Philipposz, valamint arab és pártus szövetségeseinek seregével. Azok beszorítják a táborába, így kénytelen megadni magát. A pártus király (III. Mithridatész?) rangjának megfelelő körülmények között tartja fogságban, de valamilyen betegségbe belehal. Philipposz elfoglalja Antiokheiát, de Damaszkuszt újabb trónkövetelő, XII. Antiokhosz keríti hatalmába.
- Megkonstruálják az antiküthérai szerkezetet (hozzávetőleges időpont)

### Kína
- Meghal Han Vu-ti, a "harcos császár", aki alatt a Han-dinasztia legnagyobb területi kiterjedését érte el a mai Kirgizisztántól Észak-Koreáig, délen pedig Észak-Vietnamig. Utóda legfiatalabb fia, a nyolc éves Csao.

## Születések
- Lucius Munatius Plancus, római politikus

## Halálozások
- Han Vu-ti, kínai császár
- III. Démétriosz, szeleukida király
- Cnaeus Octavius, római politikus
- Cnaeus Pompeius Strabo, római politikus
- Lucius Julius Caesar, római politikus
- Marcus Antonius Orator, római politikus, szónok
- Lucius Cornelius Merula, római politikus
- Publius Licinius Crassus, római politikus

## Fordítás
- Ez a szócikk részben vagy egészben  a(z)   87 av. J.-C. című francia Wikipédia-szócikk ezen változatának fordításán alapul.  Az eredeti cikk szerkesztőit annak laptörténete sorolja fel. Ez a jelzés csupán a megfogalmazás eredetét és a szerzői jogokat jelzi, nem szolgál a cikkben szereplő információk forrásmegjelöléseként.